# Ibirité
Ibirité é um município brasileiro no estado de Minas Gerais, Região Sudeste do país. Localiza-se na Região Metropolitana de Belo Horizonte e ocupa uma área de cerca de 72 km², sendo que 23 km² estão em perímetro urbano. Sua população foi estimada em 170 537 habitantes em 2022, sendo então o 14º mais populoso do estado.
A sede do município, a 882 metros de altitude, tem sua posição determinada pelas coordenadas geográficas de 20º 01'15" de latitude sul e 40º 03'52" de longitude oeste.
O município é cortado pela Linha do Paraopeba da antiga Estrada de Ferro Central do Brasil, atualmente concedida à MRS Logística para o transporte de cargas. 
Até abril do ano de 2017, a cidade possuía um CEP único para todo o município, a partir de então, cada rua da cidade passa a ter um CEP individual, segundo os correios isso foi feito para facilitar e agilizar o processo de entrega de correspondências na cidade.

## Etimologia
Ibirité é um nome proveniente da língua tupi dado ao município em 1923. Significa “muito verdor”, por meio da composição entre as palavras ybyra (“verdor, frescura”) e eté.

## História
Durante os séculos XVII e XVIII, a região foi colonizada pelos bandeirantes paulistas, que adentravam os sertões para prear indígenas e encontrar ouro e pedras preciosas. A região de Ibirité passou então a ser ocupada por posseiros que forneciam gêneros alimentícios aos bandeirantes. Desde 1810, a região era conhecida como "Vargem da Pantana" ou "Várzea do Pantana", em referência a um dos primeiros moradores da região, Manoel Galvão Pantana.
Ainda nos tempos do Primeiro Reinado, as terras de Ibirité foram concedidas aos cidadãos por D. Pedro I através de cartas de sesmaria por meio de petição requerida ao governador da capitania de Minas Gerais. As primeiras cartas da referida terra foram concedidas ao alferes português Antônio José de Freitas, abrangendo do alto da serra do Rola Moça à Fazenda do Pintado e do Barreiro incluindo a região de Vargem do Pantana. 
O primeiro conselho de Vargem do Pantana foi formado pelo agraciado com as terras Antônio José de Freitas, Hilário Ferreira de Freitas e José Pedro de Souza Campos. Este Conselho conseguiu fundar a primeira escola da Vila e adquiriu mais seis alqueires de terra para servir de logradouro público para construção de moradias.
O assentamento inicial do novo povoado transcorreu ao longo do ribeirão do Pantana, às margens de onde hoje é a rodovia estadual MG-040 e a ferrovia que atende a cidade. A inauguração da estrada e da ferrovia promoveram o desenvolvimento de Ibirité, trouxeram novas famílias que trabalhavam em empreendimentos diretamente ligados a esses meios de transporte e acabavam por ali residir com seus descendentes, povoando assim as novas terras.
Nas últimas décadas Ibirité se desenvolveu, sofreu um crescimento urbano acelerado e instalou um Distrito Industrial em 1996. O município caminha hoje para uma diversificação da economia, fortalecendo principalmente o Setor de Serviços. 

### Linha do tempo
- 1890 – O povoado foi elevado a Distrito de Sabará. No mesmo ano foi elevado à categoria de Vila, ainda pertencendo a Sabará.
- 1897 – Passou a pertencer ao município de Santa Quitéria (Esmeraldas).
- 1911 – Passa a pertencer ao município de Contagem.
- 1923 – Tem sua denominação mudada para Ibirité, palavra indígena que significa “muito verdor”.[6]
- 1938 – Passa a pertencer ao município de Betim, como Distrito.
- 1962 – Eleva-se à categoria de Município, com dois distritos: Distrito Sede e Sarzedo.
- 1963 – Ocorre a 1° eleição para Prefeito, sendo eleito o Sr. José Wanderlei Cabral de Barros.
- 1976 – É criado o distrito de Durval de Barros.
- 1985 – É criado o distrito de Mário Campos.
- 1988 – Ibirité passa à categoria de Comarca.
- 1990 – Dá-se a implantação da Comarca.
- 1995 – Dá-se a emancipação dos Distritos de Sarzedo e Mário Campos. [10]

#### Prefeitos eleitos
1° eleito em 1963 José Wanderlei Cabral de Barros, sendo os sucessores:
- 1967/71 - Antônio Pinheiro Diniz
- 1971/72 - Euler Caetano de Lima
- 1973/76 - José Wanderley Cabral de Barros
- 1977/82 - Euler Caetano de Lima
- 1983/88 - Paulo Telles da Silva
- 1989/92 - Antônio Pinheiro Júnior
- 1993/96 - Paulo Telles da Silva
- 1997/00 - Márcio Flávio Baumgratz Grossi
- 2001/04 - Antônio Pinheiro Júnior
- 2005/08 - Antônio Pinheiro Júnior
- 2009/12 - Laércio Marinho Dias
- 2013/16 - Antônio Pinheiro Neto
- 2017/20 - William Parreira Duarte
- 2021/24 - William Parreira Duarte
- 2025/28 - Dinis Antônio Pinheiro

### Brasão do Município
A idealização do Brasão do Município foi realizada pelo professor Fernando Pierucetti, renomado desenhista e ilustrador Belo Horizontino. 
Na parte superior, a letra M estilizada e dispersando raios, representa Maria Santíssima, padroeira da cidade a qual o povo apelidou de Nossa Senhora das Graças, como é conhecida por ter vindo de uma fazenda que existia na região de Rio Acima chamada Fazenda das Graças. A imagem foi trazida pela primeira proprietária de terras em Ibirité - Dona Eulália do Nascimento. Os raios representam as graças de Maria a lançarem sobre a nossa Terra.
Em seu centro possui dois ramos de hortaliças, sustentados por duas hastes. Estes ramos simbolizam a atividade primária nos primórdios do município a horticultura. A esquerda, dois martelos de mineração cruzados e a direita uma cascata, que falam sobre à abundância de minérios e de águas puras que nascem na Serra do Rola-Moça que cerca o município.
Aos lados do Brasão dois coqueiros que simbolizam as terras da Fazenda do Rosário, criada por D. Helena Antipoff notável educadora, e figura primordial no implemento da educação no município.  Acima de tudo uma coroa de cinco pontas que é o símbolo da categoria da cidade e abaixo uma faixa com o nome da cidade, composto por duas datas:
1980 - elevação do povoado de Vargem da Pantana à categoria de Vila e
1962 - data de sua elevação a município.

## Geografia

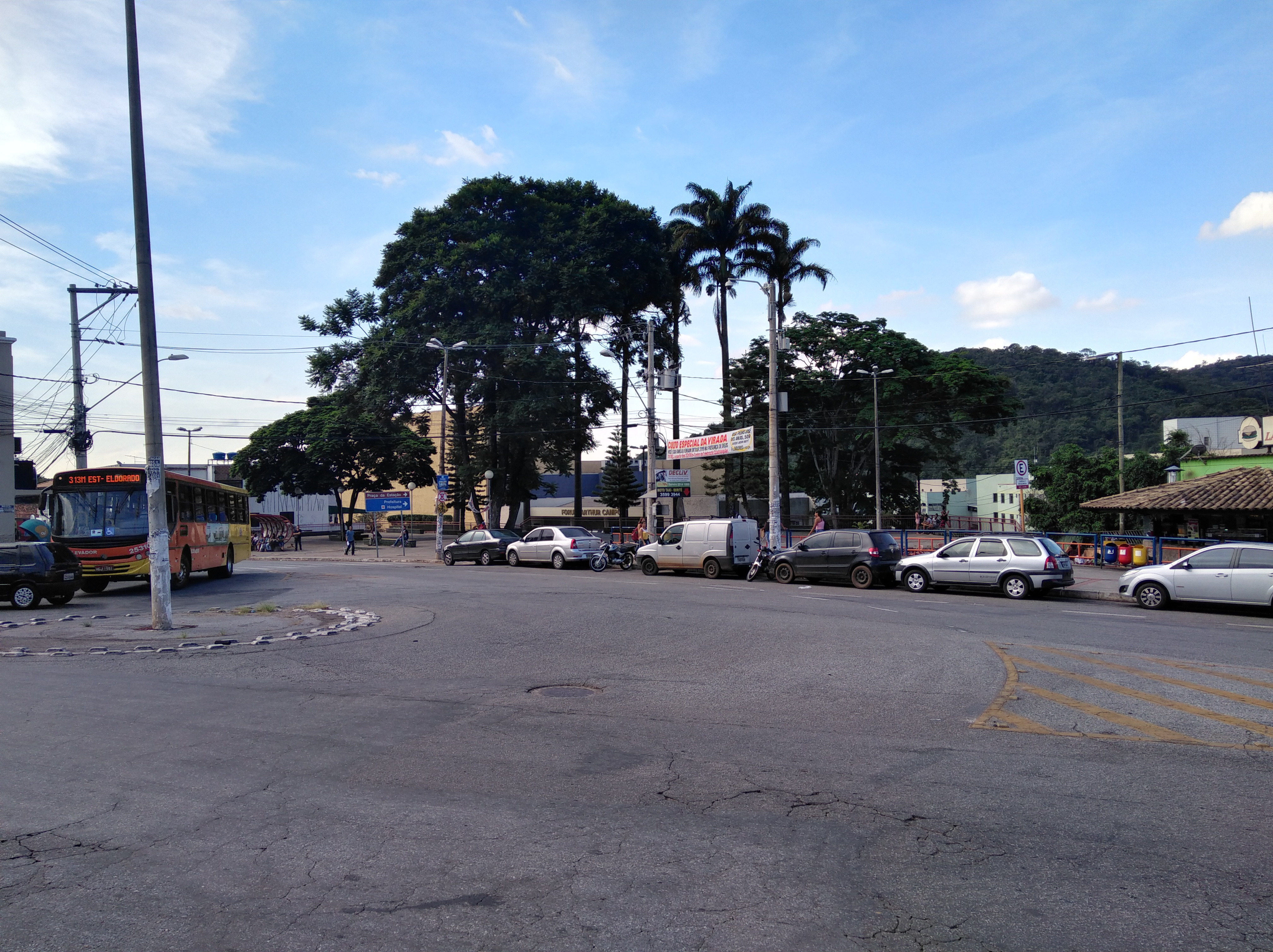
Centro da cidade e fórum de Ibirité

### Hidrografia
O município faz parte da Bacia do Paraopeba. Os principais cursos d'água são o Ribeirão Ibirité e o Córrego Capão da Serra. Existe também uma lagoa de tamanho considerável: a Lagoa da Petrobrás. Ibirité também possui vários mananciais e pequenos córregos.

### Relevo
A cidade de Ibirité possui bastante relevo, tem um aspecto predominante que é a formação do maciço ao Sul com a denominação de Serra do Rola-Moça. Essa formação limita o município com Brumadinho e atinge picos que superam 1.400m. Na divisa entre essas duas cidades a serra decresce para a passagem do rio Paraopeba que a atravessa. 

### Clima
| Maiores acumulados de precipitação em 24 horas registrados em Ibirité por meses (INMET)                      | Maiores acumulados de precipitação em 24 horas registrados em Ibirité por meses (INMET) | Maiores acumulados de precipitação em 24 horas registrados em Ibirité por meses (INMET) | Maiores acumulados de precipitação em 24 horas registrados em Ibirité por meses (INMET) | Maiores acumulados de precipitação em 24 horas registrados em Ibirité por meses (INMET) | Maiores acumulados de precipitação em 24 horas registrados em Ibirité por meses (INMET) |
| Mês | Acumulado                                                                               | Data                                                                                    | Mês                                                                                     | Acumulado                                                                               | Data                                                                                    |
| --- | --------------------------------------------------------------------------------------- | --------------------------------------------------------------------------------------- | --------------------------------------------------------------------------------------- | --------------------------------------------------------------------------------------- | --------------------------------------------------------------------------------------- |
| Janeiro | 120 mm                                                                                  | 14/01/1981                                                                              | Julho                                                                                   | 43,9 mm                                                                                 | 13/07/1972                                                                              |
| Fevereiro | 135,2 mm                                                                                | 15/02/1961                                                                              | Agosto                                                                                  | 35,3 mm                                                                                 | 26/08/1984                                                                              |
| Março | 81 mm                                                                                   | 13/03/2011                                                                              | Setembro                                                                                | 62 mm                                                                                   | 26/09/2012                                                                              |
| Abril | 92,8 mm                                                                                 | 05/04/1984                                                                              | Outubro                                                                                 | 93,4 mm                                                                                 | 19/10/2007                                                                              |
| Maio | 72,2 mm                                                                                 | 19/05/1965                                                                              | Novembro                                                                                | 113 mm                                                                                  | 15/11/2008                                                                              |
| Junho | 46 mm                                                                                   | 19/06/1971                                                                              | Dezembro                                                                                | 112,6 mm                                                                                | 12/12/1992                                                                              |
| Período: 01/01/1961 a 31/12/1984, 01/01/1986 a 31/12/1987, 01/01/1991 a 30/11/1995 e 01/03/2001 a 31/12/2015 |                                                                                         |                                                                                         |                                                                                         |                                                                                         |                                                                                         |

Ibirité possui duas estações meteorológicas, sendo uma delas do Instituto Nacional de Meteorologia (INMET), situado no campus da Universidade do Estado de Minas Gerais (UEMG), e outra próxima aos bairros Vista Alegre e Bosque. A primeira estação está situada a 816 metros de altitude e tem um clima ameno graças à vegetação densa desta parte da cidade.
Conforme dados da estação do INMET, referentes aos períodos de 1961 a 1984, 1986 a 1987, 1991 a 1995 e 2001 a 2015, a menor temperatura registrada em Ibirité foi de −1,2 °C em 22 de junho de 1963, e a maior atingiu 37 °C em 21 de outubro de 2003 e 28 de outubro de 2008. O maior acumulado de precipitação em 24 horas foi de 135,2 milímetros (mm) em 15 de fevereiro de 1961. Outros grandes acumulados iguais ou superiores a 100 mm foram 120 mm em 14 de janeiro de 1981, 116,4 mm em 28 de janeiro de 1991, 114 mm em 2 de fevereiro de 1966, 113 mm em 15 de novembro de 2008, 112,6 mm em 12 de dezembro de 1992, 110,8 mm em 14 de janeiro de 1964, 110,7 mm em 27 de novembro de 2011, 107,2 mm em 12 de novembro de 1961 e 100,8 mm em 16 de dezembro de 1984. Dezembro de 2011, com 685,1 mm, foi o mês de maior precipitação.
| Dados climatológicos para Ibirité | Dados climatológicos para Ibirité | Dados climatológicos para Ibirité | Dados climatológicos para Ibirité | Dados climatológicos para Ibirité | Dados climatológicos para Ibirité | Dados climatológicos para Ibirité | Dados climatológicos para Ibirité | Dados climatológicos para Ibirité | Dados climatológicos para Ibirité | Dados climatológicos para Ibirité | Dados climatológicos para Ibirité | Dados climatológicos para Ibirité | Dados climatológicos para Ibirité |
| Mês | Jan                               | Fev                               | Mar                               | Abr                               | Mai                               | Jun                               | Jul                               | Ago                               | Set                               | Out                               | Nov                               | Dez                               | Ano                               |
| --- | --------------------------------- | --------------------------------- | --------------------------------- | --------------------------------- | --------------------------------- | --------------------------------- | --------------------------------- | --------------------------------- | --------------------------------- | --------------------------------- | --------------------------------- | --------------------------------- | --------------------------------- |
| Temperatura máxima recorde (°C) | 36,2                              | 36,1                              | 35                                | 33,5                              | 32,4                              | 30,6                              | 32,1                              | 34,2                              | 36,4                              | 37                                | 36,7                              | 35,2                              | 37                                |
| Temperatura máxima média (°C) | 29,7                              | 30,4                              | 30                                | 29                                | 27,2                              | 26,1                              | 26,3                              | 27,7                              | 28,7                              | 29,9                              | 29,6                              | 29,2                              | 28,7                              |
| Temperatura média compensada (°C) | 23                                | 23,2                              | 22,9                              | 21,6                              | 19,2                              | 17,7                              | 17,4                              | 19                                | 21,1                              | 22,5                              | 22,8                              | 22,7                              | 21,1                              |
| Temperatura mínima média (°C) | 18,1                              | 17,6                              | 17,6                              | 15,5                              | 12,7                              | 10,1                              | 9,7                               | 11,4                              | 14,4                              | 16,1                              | 17,1                              | 17,9                              | 14,9                              |
| Temperatura mínima recorde (°C) | 10,6                              | 10,6                              | 10,1                              | 5                                 | 3,7                               | −1,2                              | 0,4                               | 2                                 | 1,2                               | 5,1                               | 6,2                               | 9,9                               | −1,2                              |
| Precipitação (mm) | 286                               | 165,4                             | 175,3                             | 67,6                              | 29,9                              | 11,7                              | 5,7                               | 13,2                              | 53,3                              | 121,5                             | 205,3                             | 349,9                             | 1 484,8                           |
| Dias com precipitação (≥ 1 mm) | 17                                | 11                                | 12                                | 6                                 | 3                                 | 2                                 | 1                                 | 2                                 | 4                                 | 7                                 | 14                                | 18                                | 97                                |
| Umidade relativa compensada (%) | 80,6                              | 77,6                              | 77,6                              | 77,1                              | 77,8                              | 76,5                              | 72,8                              | 68                                | 68,2                              | 69,3                              | 75,6                              | 80,4                              | 75,1                              |
| Fonte: Instituto Nacional de Meteorologia (INMET) (normal climatológica de 1981-2010; recordes de temperatura: 01/01/1961 a 31/12/1984, 01/01/1986 a 31/12/1987, 01/01/1991 a 30/11/1995 e 01/03/2001 a 31/12/2015) |                                   |                                   |                                   |                                   |                                   |                                   |                                   |                                   |                                   |                                   |                                   |                                   |                                   |

## Subdivisões
O município de Ibirité é formado pelos distritos de Ibirité (sede) e Parque Durval de Barros. Estes por sua vez, são divididos em diversos bairros.